# Anne Bonnet
Anne Bonnet, née Anne Thonet le 16 mai 1908 à Bruxelles (Belgique) et morte le 14 novembre 1960 dans cette même ville est une peintre belge. Après une période de réalisme intimiste, elle s'oriente vers une abstraction géométrique, animée par des effets de textures. Elle est une des rares femmes du mouvement de la Jeune peinture belge.

## Biographie
Anna José Fanny Marie Louise Thonet est née à Bruxelles le 16 mai 1908. Son père est bijoutier liégeois qui crée sa propre entreprise de bijoux à Schaerbeek. Il décède en 1923 et sa mère en 1926. Dès l'enfance, Anne Bonnet est attirée par le dessin et la peinture. Orpheline très tôt, elle travaille pour subvenir à ses besoins tout en suivant, de 1924 à 1926, les cours du soir en art décoratif et ornemental de l'Académie de Bruxelles.
En 1930, elle épouse Louis Bonnet, un représentant en soie de la région lyonnaise. Grâce à son mariage, elle peut se consacrer à la peinture sous le nom d'Anne Bonnet. Elle suit les cours du soir de Jacques Maes à l'Académie de Saint-Josse de 1936 à 1938.
En 1938, elle expose à la galerie Atrium avec Gaston Bertrand et Louis Van Lint et forme en 1939 avec eux le cercle La Route Libre. Elle se lie d'amitié avec Edgard Tytgat, peintre expressionniste. Pendant la Seconde Guerre mondiale, elle est une membre fondatrice de La Route libre en 1939 avec Gaston Bertrand et Louis Van Lint, d'Apport  en 1941 et du mouvement de la Jeune Peinture belge en 1945, aux côtés de Gaston Bertrand, Louis Van Lint, Mig Quinet, Willy Anthoons, etc. Ces groupes sont encouragés par Robert Delevoy, propriétaire de la galerie Apollo.
Après des débuts animistes (réalisme intimiste) sous l'influence de James Ensor, de Henri Evenepoel et de Albert van Dyck (nl), elle évolue progressivement, à partir de 1945, vers une abstraction géométrique mais sensible, émanant de « structures nées directement du sujet » (Davay). Durant la « période des villes » (1946-1950), les aplats de couleurs vives s'ordonnent en une architectonique rigoureuse qui évoque Jean Brusselmans. Ses relations avec Louis Van Lint et Gaston Bertrand aboutissent à la géométrisation et à la structuration des formes jusqu'à l'abstraction pure. Ses premières œuvres abstraites, de facture travaillée et avec des tonalités douces, datent de 1950. Elle est également active comme créatrice de cartons de tapisserie, comme la Main blanche, commandée par le Ministère de l’Instruction publique en 1957 et qui se trouve à la Bibliothèque royale à Bruxelles,.
En 1951, elle est sociétaire de l'Art contemporain et elle expose au Palais des Beaux-Arts de Bruxelles. En 1952, elle est membre fondateur de Espace qui réunit des artistes abstraits belges.
Tout au long de ses nombreux voyages, particulièrement autour de la Méditerranée (France, Grèce, Turquie, Espagne, Maroc, Italie), entre 1950 et 1955, Anne Bonnet retient dans ses carnets de croquis des motifs vécus qui sont autant de bases pour des constructions abstraites synthétiques ou des paysages urbains. La matière se veut dense et expressive, la couleur participe à la construction.
Femme discrète, Anne Bonnet parcourt l'univers pour le transformer en une poétique sensible qui, dans ses meilleurs moments, n'est pas sans évoquer Paul Klee[réf. nécessaire].
À partir de 1958, la maladie dont elle souffre se ressent dans ses œuvres. Sa palette devient plus sombre, l'écriture plus agressive.
Anne Bonnet meurt de la maladie de Parkinson, le 14 novembre 1960 à Bruxelles.
Les œuvres d'Anne Bonnet font partie, entre autres, des collections du Musée Marthe Donas à Ittre, des Musées royaux des Beaux-Arts de Belgique, de la commune de Schaerbeek et de la banque Belfius,,.

## Œuvre
- 1947 : Autoportrait, aux Musées royaux des beaux-arts de Belgique, à Bruxelles.
- 1955-1956 : la Ville d'or, aux Musées royaux des beaux-arts de Belgique, à Bruxelles.
- Matin[10].

## Expositions
- 1948, Biennale de Venise
- 1951, 1952, Palais des Beaux-Arts, Bruxelles,
- 1951, Liège
- 1953, Anvers
- 1953, Biennale de São Paulo
- 1954, Paris, Berlin
- 1956, Biennale de Venise
- 1957, Aix-la-Chapelle
- 1959, Documenta 2, Cassel
- 1963, Palais des Beaux-Arts, Charleroi[11]
- 1963, Musée des Beaux arts, Liège[11]
- 1975, Château Malou à Woluwe-Saint-Lambert
- 2000, Revoir Anne Bonnet, Centre d'art Nicolas de Staël, Braine l'Alleud[12]
- 2022, Anne Bonnet, impressions de voyage, Musée Marthe Donas, Ittre[6].